# Nipponapterocis hirsutus
Nipponapterocis hirsutus es una especie de coleóptero de la familia Ciidae.

## Distribución geográfica
Habita en Japón.